# Ophioblennius atlanticus

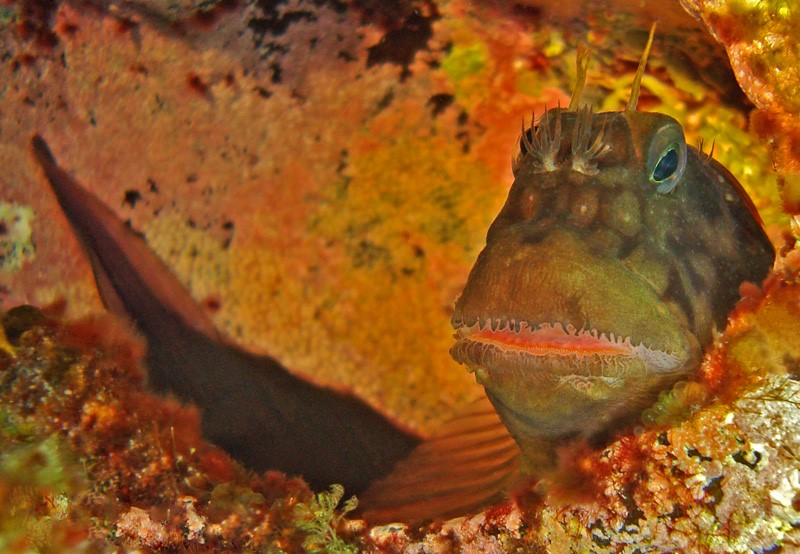
Un macho del blenio O. atlanticus vigila la puesta sobre la roca. La Orotava, Islas Canarias, España

Ophioblennius atlanticus es una especie de pez de la familia Blenniidae, en el orden de los Perciformes.

## Morfología
Los machos pueden llegar alcanzar como máximo los 19 cm de longitud total, aunque más frecuentemente no sobrepasan los 12,6 cm.

## Alimentación
Se alimentan principalmente de algas, aunque también consumen el zooplacton, especialmente durante su etapa larvaria.

## Reproducción
La hembra buscar parejas listas para el apareamiento y parecen ser fuertemente atraídas por determinados machos. Los machos van cambiando de pareja y vigilan el nido hasta 12 días después de cada postura, limpiándolo para que la siguiente postura tenga éxito. En un nido puede haber entre mil y hasta 12 mil huevos, de acuerdo con su tamaño.

## Ciclo de vida
Después de eclosionar los huevos, las larvas se cree que tienen una vida pelágica de 6 a 8 semanas. Cuando alcanzan 7 mm de longitud van al arrecife a aferrarse al plancton como metalarvas, hasta que se convierten en adultos.

## Hábitat
Es un pez de mar y de clima tropical y asociado a los  arrecifes de coral que vive entre 0-8 m de profundidad.

## Distribución geográfica
Se encuentra en el  Atlántico oriental (islas oceánicas y la costa comprendida entre Senegal y Angola) y el  Atlántico occidental (desde Bermuda y Carolina del Norte hasta el Brasil, incluyendo el Caribe ).